# The Elusive Light and Sound Vol. 1
The Elusive Light and Sound Vol. 1 è una raccolta del 2002 del chitarrista statunitense Steve Vai con tutte le canzoni che Vai ha realizzato per film, spettacoli televisivi e altro.
Alcune delle tracce fanno parte del film Mississippi Adventure (1986), con Ralph Macchio e Joe Seneca. In questo film Steve Vai interpreta "Jack Butler", un chitarrista rivale che Macchio deve sconfiggere in un duello alla chitarra per liberare l'anima del suo amico bluesman, interpretato da Seneca. Altre tracce sono tratte dal film PCU con Jeremy Piven e dai primi film con Keanu Reeves come Bill & Ted's Excellent Adventure e Un mitico viaggio.

## Tracce
Tutte le tracce scritte da Steve Vai, eccetto dove indicato.
1. Celluloid Heroes (Ray Davies)
2. Love Blood
3. Fried Chicken
4. Butler's Bag feat. Ralph Macchio (Vai, Ry Cooder)
5. Head-Cuttin' Duel (Vai, Ry Cooder)
6. Eugene's Trick Bag
7. Amazing Grace
8. Lousianna Swamp Skank
9. Air Guitar Hell
10. The Reaper
11. Introducing the Wyld Stallions
12. Girls Mature Faster Than Guys
13. The Battle
14. Meet the Reaper
15. Final Guitar Solo
16. The Reaper Rap
17. Drive the Hell Out of Here
18. Get the Hell Out of Here
19. Welcome Pre-Frosh
20. The Dark Hallway
21. The Dead Band Ends
22. The Cause Heads
23. Find the Meat
24. The Ax Will Fall
25. Now We Run(cue)
26. Hey Jack
27. What!
28. Still Running
29. Dead Heads
30. Blow Me Where the Pampers Is
31. Pins and Needles
32. Plug My Ass In
33. Loose Keg Sightings
34. Don't Sweat it
35. How Hidge
36. Beer Beer
37. We're Not Gonna Protest
38. Initiation
39. See Ya Next Year
40. Now We Run